# Burgerlijk ingenieur
Burgerlijk ingenieur (ir., niet te verwarren met industrieel ingenieur) is een Belgische professionele ingenieurstitel die men verkrijgt na het afronden van een driejarige bacheloropleiding en een tweejarige masteropleiding in de ingenieurswetenschappen aan de faculteit ingenieurswetenschappen van de Katholieke Universiteit Leuven, de Vrije Universiteit Brussel, de Université Catholique de Louvain, de Université libre de Bruxelles, de Université de Liège, de Faculté polytechnique de Mons of de Universiteit Gent, of aan de polytechnische afdeling van de Koninklijke Militaire School. Deze universitaire ingenieurs hebben het recht om voor hun naam de wettelijke beschermde titel ingenieur en de afkorting ir. te dragen.
De opleiding tot burgerlijk ingenieur wordt gekenmerkt door een sterke nadruk op het wetenschappelijke aspect van de techniek. Het curriculum is dan ook, zeker de eerste jaren, sterk wiskundig en natuurwetenschappelijk getint. Dit onderscheidt de opleiding burgerlijk ingenieur van de opleiding industrieel ingenieur (ing.), een graad die in 4 jaar aan Vlaamse universiteiten kan worden gehaald, en die veel meer op het projectmatige en de praktijk is gericht.
Vroeger waren er zogeheten brugprogramma's waarmee een industrieel ingenieur na 2 tot 3 jaar aanvullende studie de academische graad van burgerlijk ingenieur kon behalen. Sinds de BaMa-hervorming kunnen industrieel ingenieurs rechtstreeks de masterjaren instromen, mits het eventueel afronden van een voorbereidingsprogramma.
Doctoraten kunnen alleen aan Belgische universiteiten en niet aan hogescholen behaald worden. Aangezien alle Belgische ingenieursopleidingen aan universiteiten gegeven worden (sinds de opleiding tot industrieel ingenieur in het academiejaar 2013-2014 onder de verantwoordelijkheid van universiteiten komen te staan is) wordt iedereen met een masterdiploma in een ingenieursrichting rechtstreeks toegelaten tot een doctoraat.

## Naamgeving
De term "burgerlijk ingenieur" is terug te leiden naar de Franse term "ingénieur civil", en diende aanvankelijk om onderscheid te maken met militaire ingenieurs (militaire genie). Men vindt dit o.a. ook terug in de term "burgerlijke bouwkunde". Het onderscheid met "militair ingenieur" is doorheen de geschiedenis meer en meer verwaterd, ook al omdat de term "militair ingenieur" in onbruik is geraakt.
In België is "burgerlijk ingenieur" gaandeweg voor alle ingenieursdisciplines gaan gelden, dus ook voor werktuigkunde, scheikunde, elektronica, computertechniek, enz.  In het Engels verwijst "civil engineer" in eerste instantie nog steeds naar bouwkundig ingenieurs (cfr. burgerlijke bouwkunde). De titel "burgerlijk ingenieur" letterlijk vertalen naar "civil engineer" is dus niet correct en is daarom enigszins verwarrend.

## Vlaamse ingenieursverenigingen
Tot 2016 waren er in Vlaanderen twee ingenieursverenigingen, de Koninklijke Vlaamse Ingenieursvereniging en de Vlaamse Ingenieurskamer. In 2016 zijn deze twee gefuseerd tot ie-net.